# Авдонченко Наталія Михайлівна
Наталія Михайлівна Авдонченко (рос. Наталья Михайловна Авдонченко; нар. 5 липня 1967, Чернігів, УРСР) — радянська і російська футболістка, футбольна суддя (арбітр ФІФА з 1999 року) українського походження, майстер спорту Росії. Чинний заступник голови комісії з жіночого футболу Московської колегії суддів з футболу, інспектор УЄФА та РФС.

## Кар'єра гравчині

### Клубна
Виступала за команду «Легенда» (Чернігів) до кінця 1991 року. У 1992 році стала чемпіонкою Росії у складі клубу «Інтеррос», увійшла до числа 33 найкращих футболісток року (центральна передня захисниця, № 3). У 1993 році стала срібним призером чемпіонату Росії у складі клубу «Русь» і знову потрапила до числа 33 найкращих на тій же позиції під тим же номером 3. У 1994-1995 роках грала за московський СІМ.

### У збірній
У 1990 році зіграла 6 матчів за жіночу збірну СРСР:
- 20 серпня проти КНДР (0:0)
- 22 серпня проти Китаю (поразка 0:6)
- 24 серпня проти другої збірної Китаю (перемога 1:0)
- 26 серпня проти Китаю (поразка 0:3)
- 14 вересня проти Франції (перемога 2:1)
- 16 вересня проти Франції (0:0)

5 травня 1991 року зіграла матч проти Швеції (поразка 0:4).
У 1993 році стала бронзовим призером Літньої Універсіади в Баффало в складі збірної Росії.

## Кар'єра арбітра
Працювала в одній з дитячих спортивних футбольних шкіл. Суддівську кар'єру розпочала в 1997 році, судила матчі першості ЛФК, чемпіонату Росії серед дублерів (в 2003-2006 роках) і Другого дивізіону ПФЛ. Також обслуговувала матчі першого Кубку президента, отримавши в пам'ятний подарунок наручний годинник від Павла Бородіна з написом «Від президента Росії». За її словами, судила декілька матчів юніорів «Спартака» за участю Артема Дзюби. Високо оцінювала дисципліну «Спартака», «Локомотива» під керівництвом Саркіса Оганесяна і московського «Динамо» під керівництвом Сергія Силкіна; критично ставилася до дисципліни московського «Торпедо» і ЦСКА часів Юрія Аджема.
У жіночому Кубку УЄФА 2003/04 судила матч-відповідь чвертьфіналу між норвезьким «Кульботн» і шведським «Мальме» (1 0), а також матч-відповідь півфіналу «Франкфурт» - «Мальме» (4:1). У 2004 році обслуговувала матчі турніру за участю жіночих збірних Росії, Австралії, Китаю і Німеччини. У 2005 році судила перший півфінальний матч між лондонським «Арсеналом» і шведським «Юргорден / Ельфше» в рамках жіночого Кубку УЄФА. У 2006 році обслуговувала два матчі Другого дивізіону ПФЛ — 20 липня між «Реутовим» і московським «Спортакадемклубом» (0:0) і 21 вересня між тульським «Арсеналом» і «Сочі» (перемога сочинців 3:1). У тому ж році визнана найкращою жінкою-арбітром за версією РФС. У 2007 році судила матч зірок жіночого футболу проти зірок спортивної журналістики й отримала від РФС приз найкращій футбольній судді за 20 років існування жіночого футболу в СРСР і Росії.
У 2008 році вперше в своїй кар'єрі обслуговувала матчі чемпіонату світу серед дівчат (U-17), який проходив у Новій Зеландії: зокрема, була головним арбітром зустрічі групового етапу Бразилія-Нігерія 5 листопада (2:2) і матчу за 3-тє місце Англія-Німеччина 16 листопада (0:3). У тому ж році третій раз поспіль виграла приз найкращої жінки-арбітра РФС. У 2009 році включена в список суддів жіночого чемпіонату Європи в Фінляндії, не потрапивши навіть до попереднього списку, але замінивши в останній момент одну з представниць  Німеччини. У 2010 році повторно включена до списку суддів чемпіонату Росії.
Авдонченко офіційно завершила суддівську кар'єру 2012 року. У 2016 році судила матчі Кубку Легенд. На даний час є інспектором РФС і УЄФА, працює на матчах клубів і збірних (в тому числі юнацьких змагань).
16 квітня 2018 року розкритикувала роботу глави департаменту суддівства та інспектування РФС Андрія Будогосського в зв'язку з його думкою з приводу інциденту в матчі «Краснодара» і «Арсеналу» 26-го туру чемпіонату Росії, коли нападник краснодарців Федір Смолов отримав жовту картку за симуляцію (Будогосський назвав рішення арбітра грубою помилкою). За словами Наталії Михайлівни, методи Будогосського застаріли. Хоча Будогосського відправили у відставку, комітет з етики зайнявся розглядом висловлювання Авдонченко і в підсумку відсторонив її від виконання обов'язків на місяць.

## Особисте життя
Захоплюється кулінарією, любить подорожувати по Росії. До футболу працювала вчителем фізкультури.

## Досягнення
«Інтеррос»
- Чемпіонат Росії
  -  Чемпіон (1): 1992

«Русь»
- Чемпіонат Росії
  -  Срібний призер (1): 1993

збірна Росія
- Літня Універсіада
  -  Бронзовий призер (1): 1993

- Арбітр року в Росії серед жінок (3): 2006, 2007, 2008